# Hugo Schölander
Hugo Schölander, född 6 juni 1886 i Göteborg, död 6 mars 1974 i Uvereds församling i Lidköpings kommun, var en svensk målare och hönsfarmare.
Han var son till dekorationsmålaren Charls Vilhelm Schölander och Jenny Winberg och från 1927 gift med Elsa Hilda Cecilia Wickelberg. Schölander studerade vid Althins målarskola 1912 och Wilhelmsons målarskola i Stockholm 1913. Han reste därefter till Paris där han studerade på La Palette 1913–1914 och inspirerades i den nya franska moderna synen på konsten. Han medverkade i Februarigruppens utställning på Liljevalchs konsthall 1919 och Allmänna vårutställningen i Stockholm 1921 samt i samlingsutställningar med Lidköpings konstförening. Han etablerade sig som kycklinguppfödare 1930 men fortsatte sin konstnärliga verksamhet vid sidan om. Schölander är representerad vid prins Eugens Waldemarsudde i Stockholm.